# Anuridella thalassophila
Anuridella thalassophila is een springstaartensoort uit de familie van de Neanuridae. De wetenschappelijke naam van de soort is voor het eerst geldig gepubliceerd door Bagnall.